# Monhystera thermophila
Monhystera thermophila är en rundmaskart som beskrevs av Meyl 1953. Monhystera thermophila ingår i släktet Monhystera och familjen Monhysteridae. Inga underarter finns listade i Catalogue of Life.